# Uładzimir Hierasimowicz
Uładzimir Herasimowicz biał. Уладзімір Герасімовіч (ur. 1 grudnia 1954 w obwodzie mińskim) – białoruski działacz państwowy i dyplomata, w latach 2001–2008 ambasador nadzwyczajny i pełnomocny w Królestwie Niderlandów.

## Życiorys
W 1977 ukończył Państwowy Instytut Języków Obcych w Mińsku. Cztery lata później uzyskał dyplom Akademii Dyplomatycznej przy Ministerstwie Spraw Zagranicznych MSZ.
W latach 1977–1979 zatrudniony jako tłumacz. Od 1981 pracował w Wydziale Kontrwywiadu Białoruskiej SRR. W 1987 objął funkcję II, a później I sekretarza Stałego Przedstawicielstwa Białoruskiej SRR przy ONZ. Po powrocie do kraju w 1993 został mianowany dyrektorem Departamentu Personalnego MSZ Republiki Białorusi.
W 1995 objął funkcję szefa białoruskiego kontrwywiadu. Dwa lata później został wiceministrem spraw zagranicznych (do 2000). W lutym 2001 złożył listy uwierzytelniające na ręce królowej Niderlandów rozpoczynając ośmioletnią misję przedstawiciela dyplomatycznego Republiki Białorusi w Holandii.